# 波扎拉农村居民点
波扎拉农村居民点（俄语：Сельское поселение Пожарское）是俄罗斯联邦沃洛格达州巴巴耶沃区所属的一个农村居民点。其下辖有15个居民点，行政中心为波扎拉。据2015年统计，该农村居民点的人口为512人。